# Django killer per onore
Django killer per onore (El proscrito del río Colorado) è un film del 1965 diretto da Maury Dexter.
È un film western spagnolo con George Montgomery, Elisa Montés e José Nieto. Fu distribuito in diversi paesi con il nome del personaggio principale (interpretato da Montgomery) cambiato in Django (che appare anche nei titoli localizzati) per sfruttare il successo del film di Corbucci.

## Trama
Ray O'Brien, uomo di legge al confine con il Messico nel secondo '800, trovandosi di fronte ad uno spinoso problema. Deve pulire la città di Red River da un pericoloso fuorilegge che tra l'altro anche fidanzato con la sorella di Ray.

## Produzione
Il film fu diretto e sceneggiato da Eduardo Manzanos Brochero, fu prodotto dallo stesso Brochero e da Arturo Marcos per la Fénix Cooperativa Cinematográfica e girato in Spagna con un budget stimato in circa 20 milioni di pesetas.

## Distribuzione
Il film fu distribuito con il titolo El proscrito del río Colorado in Spagna nel 1965.
Altre distribuzioni:
- in Danimarca il 28 luglio 1969 (Django kommer med døden)
- in Brasile (O Pistoleiro do Rio Vermelho)
- in Francia (Django le proscrit)
- in Grecia (Oi alygistoi tis Santa Maria)
- in Norvegia (Django - Hevneren)
- negli Stati Uniti (Django the Condemned, Django the Honorable Killer e Outlaw of Red River)
- in Italia (Django killer per onore)